# Arroio Grande (bairro)
Arroio Grande é um bairro do distrito do Arroio Grande, no município de Santa Maria. Localiza-se no leste da cidade. 

O bairro Arroio Grande possui uma área de 130,71 km² que equivale a 100% do distrito do Arroio Grande que é de 130,71 km² e  7,30% do municipio de Santa Maria que é de 1791,65 km².

## História
Os alemães e os italianos foram os primeiros colonizadores a chegarem na região. Os alemães se estabeleceram em Arroio Grande por volta de 1850 e muito mais tarde chegaram os italianos.
Segundo o historiador João Belém, Martin Zimmermann foi um dos primeiros colonizadores a se fixar na região, com um fábrica de aguardente. Era um homem destaque.
Em torno de 1880 os italianos começaram a chegar, ocupando as regiões de Arroio do Meio, Arroio Lobato, Linha Weima, Val Feltrina e Três Barras.
Nos anos de 1900, Arroio Grande fazia parte do extinto distrito de Camobi. Na década 1980 passa a constituir um novo distrito, que leva o nome do bairro - distrito do Arroio Grande.
Em 1930 a unidade residencial Vila Arroio Grande era um pequeno povoado, mas mesmo assim possuia três bolicho, um hotel, uma fábrica de carrocerias, e uma fábrica de trilhadeiras onde também eram executadas reforma de motores estacionários e máquinas a vapor, além de serviços de torno, ferraria, fundição e carpintaria.

## Demografia

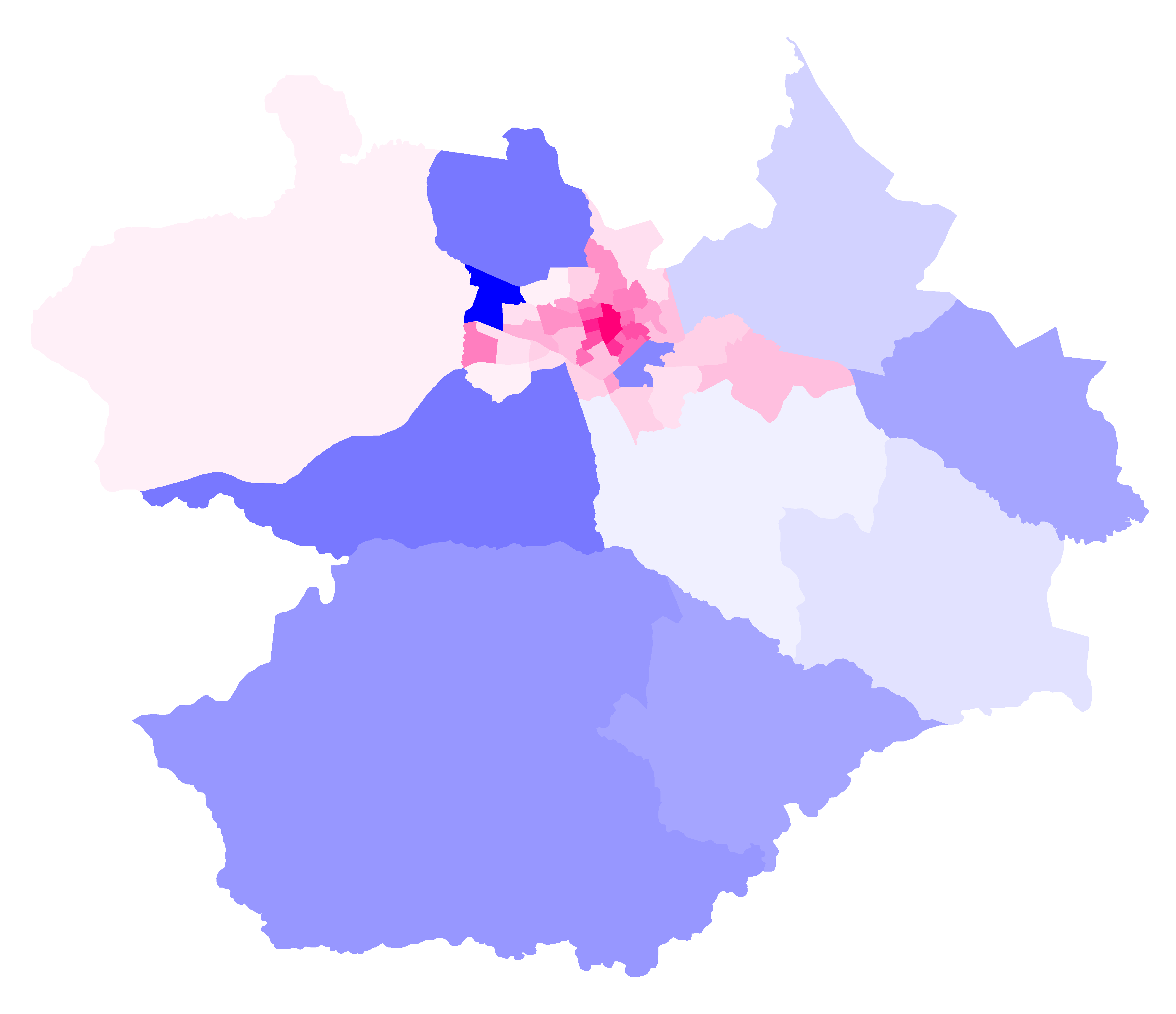
Mapa do município de Santa Maria com as divisões em bairros. Em escalas de azul os bairros com predominância masculina e em escalas de rosa os bairros com predominância feminina. Observa-se que quanto melhor a infraestrutura e o acesso a ela mais convidativo o bairro é para a população feminina. E, reciprocamente, podemos reconhecer os bairros com melhor infraestrutura observando onde a população feminina está concentrada.

Segundo o censo demográfico de 2010, Arroio Grande é, dentre os 50 bairros oficiais de Santa Maria:
- O único bairro do distrito do Arroio Grande.
- O 31º bairro mais populoso.
- O 7º bairro em extensão territorial.
- O 43º bairro mais povoado (população/área).
- O 14º bairro em percentual de população na terceira idade (com 60 anos ou mais).
- O 40º bairro em percentual de população na idade adulta (entre 18 e 59 anos).
- O 28º bairro em percentual de população na menoridade (com menos de 18 anos).
- Um dos 11 bairros com predominância de população masculina.
- Um dos 30 bairros que não contabilizaram moradores com 100 anos ou mais.